# 板東英二のバンバンストライク
『板東英二のプロ野球バンバン伝説』（ばんどうえいじのプロやきゅうバンバンでんせつ）は、ニッポン放送で2014年10月4日から2020年6月29日まで放送していたスポーツ番組。当該頁では2004年4月5日から2005年9月26日まで放送されていた前身の『板東英二のバンバンストライク』（ばんどうえいじのバンバンストライク）についても扱う。

## 番組概要
ニッポン放送は、2004年上半期番組改編にて、同局のショウアップナイター解説者である板東を起用したプロ野球情報番組を『ショウアップナイタースペシャル』扱いでショウアップナイター未編成の月曜に編成。
番組内容は、当時：マンデー・パ・リーグを実施していたため、『ショウアップナイター』では余り編成されないパ・リーグ各試合の予告先発情報と途中経過情報やメジャーリーグ情報を、ナイターオフ期間では、板東が出場していたプロ野球マスターズリーグの各試合の結果、プロ野球キャンプ情報を伝えていた。
その後、ニッポン放送のナイターオフ期やナイター未編成時に板東が出演するプロ野球関連番組は編成されて来なかった。しかし、2012年12月に発覚した事実上、板東の個人事務所で発生した所得隠し事案の影響で、2013年シーズンの同局解説者の再契約を保留を経て契約破棄。2014年の同局の週末ナイターオフ番組である『師岡正雄 サタデーショウアップスポーツ』の内包番組扱いで板東の同局での復帰番組として、編成。
2015年ナイターイン以降から、放送時間を5分放送尺が伸びて、独立番組とナイターオフ番組の内包扱いの編成を繰り返した。再開後の番組構成は放送日近々に起きたプロ野球関連の出来事を振り返りながら、過去のプロ野球の伝説を語る番組であった。2020年6月29日放送分を持って当該番組は終了し、板東が同局で2020年10月以降に他番組のゲスト含めて出演する事が無い状態となっている。

## 出演者

### 放送終了時点

#### パーソナリティ
- 板東英二（ショウアップナイター解説者） - 2004年4月5日 - 2005年9月26日、2014年10月4日 - 2020年6月29日

#### アシスタント
- 洗川雄司（ニッポン放送スポーツ部アナウンサー） - 2014年10月4日 - 2020年6月29日

### 過去

#### アシスタント
- 新保友映（当時：ニッポン放送アナウンサー） - 2004年4月5日 - 2005年9月26日

## 放送時間

### 放送終了時点
- 月曜 18:00 - 18:20 - 2015年4月 - 9月、2016年4月 - 9月、2017年4月3日 - 9月、2018年、2020年3月30日 - 2020年6月29日

### 過去
2004年4月5日から2005年3月26日迄、当該番組にて『松井秀喜 挑戦への道』を内包
また、2004年10月から3月の間で、板東の都合上で東海ラジオ、また新型コロナウイルスに伴う緊急事態宣言以後はニッポン放送関西支社から中継回線を用いたリモート形式で番組に出演していた
- 月曜 17:30 - 19:00 - 2004年4月5日 - 9月25日
- 土曜 17:30[注 3] - 19:30 - 2004年10月2日 - 2005年3月26日
- 土曜 18:35 - 18:50 - 2014年10月4日 - 2015年3月28日
- 日曜 19:10 - 19:30 - 2016年10月2日 - 2017年3月26日
- 日曜 17:40 - 18:00 - 2017年10月8日 - 2018年4月1日、10月7日 - 2019年3月31日、10月6日 - 2020年3月29日